# Tillbedjan av lammet

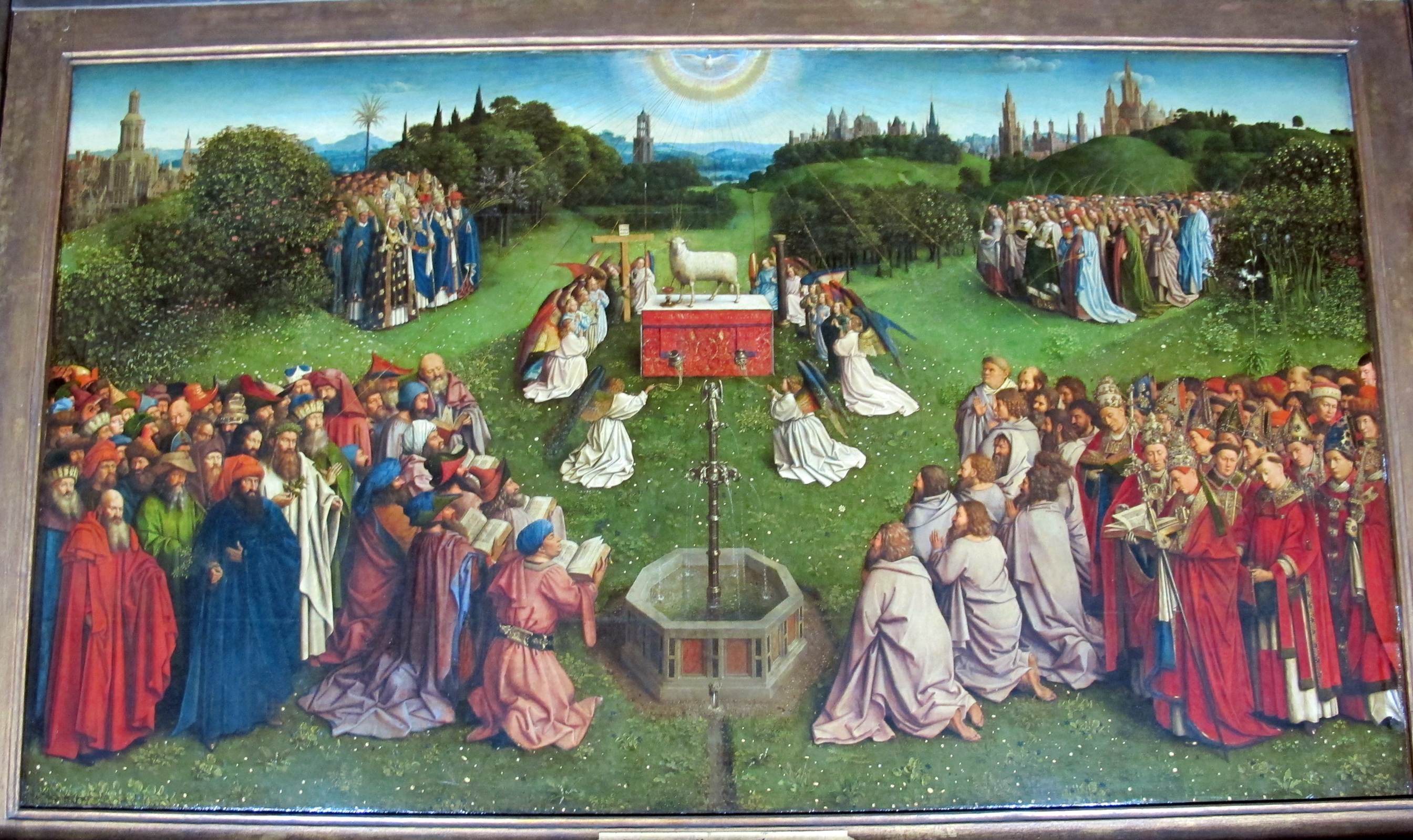
Tillbedjan av lammet.

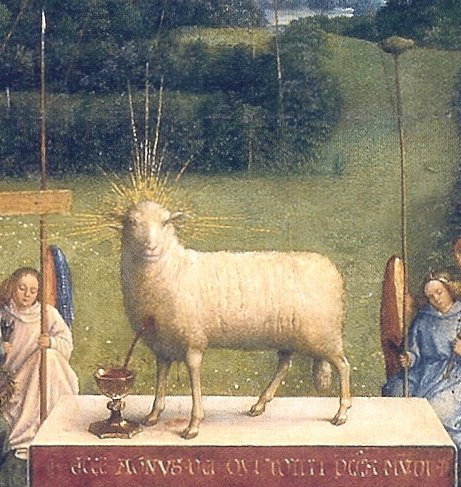
Guds lamm, detalj av altartavlan.

Tillbedjan av lammet är den centrala pannån i Gentaltartavlan i Sint-Baafskathedraal i Gent i Belgien, ett altarskåp med målningar som skapades av bröderna Hubert och Jan van Eyck under 1420-talet och avslutades före 1432. Altaret är en polyptyk som består av tolv pannåer, varav åtta är målade på bägge sidor. 
Detta mellanstycke av altartavlan visar Guds Lamm på ett altare i mitten, omgivet av ett antal grupper av hängivna figurer. Hela altarskåpet väger omkring ett ton.

## Stölder
Gentaltaret anses vara det konstverk som stulits från sin plats flest gånger, sammanlagt vid sju tillfällen, helt eller delvis. Konstverket är i dag helt, men en av de tolv pannåerna är inte original. Den panel som avbildar de "Rättfärdiga domarna" stals natten till den 10 april 1934 och har inte återfunnits. Tjuven var en belgisk aktiemäklare som var besatt av Maurice Leblancs romaner och dennes gentlemannatjuv Arsène Lupin. Han genomförde stölden efter intrigen i berättelsen Den ihåliga nålen. Pannån hängde under många år bakom vägskylten till en liten belgisk landsbygdskyrka, men det är inte känt var den är i dag.
Altartavlan var också inblandad i krigsbytessammanhang, både i samband med första världskriget och under andra världskriget. Adolf Hitler tänkte ha tavlan i det museum i Linz, som han planerade.. Tyskarna tog de då kvarvarande elva pannåerna 1942 och lagrade dem i en saltgruva i Österrike, från vilken de fördes tillbaka till Gent efter andra världskrigets slut.

## Restaurering av altartavlan
Altartavlan har i den aktuella restaureringsomgången bearbetats sedan 2012. Arbetet har utförts av ett team från Koninklijk Instituut voor het Kunstpatrimonium (Kungliga institutet för kulturarvet) i Belgien inför åskådare bakom en glasvägg i Museum voor Schone Kunsten i Gent.
Efter det att olika lager av fernissa bit för bit skrapats bort från målningarna, upptäcktes att omkring 70 procent av de ursprungliga målningarna hade målats över under 1500- och 1600-talen, vissa delar flera gånger. Efter diskussioner, som inkluderade internationella experter, togs beslutet att avlägsna övermålningarna där detta kunde göras säkert. För att få detta precisionsarbete att fungera tillämpades också helt nya metoder för restaurering av oljemålningar. Dels användes tredimensionella mikroskop från det japanska företaget Hirox för att i mycket hög upplösning bestämma oljeskiktens topografi, dels användes skanning med makro-röntgenfluorecens (MA-XRF] för att kartlägga detaljer inom de olika färglagren.
Vid restaureringen framkom en förvånande bild av lammets ansikte, som under tiden fram till nu genomgått förändringar genom övermålning och sett annorlunda ut på grund av många lager av kraftigt gulnad fernissa.
Avsikten är att färdigställa restaureringen till en utställning om Jan van Eyck, vilken är planerad att invigas 2020.